# Thời kỳ Tiền Cambri
Thời kỳ Tiền Cambri hay Tiền kỷ Cambri (tiếng Anh: Precambrian hay Pre-Cambrian) là tên gọi không chính thức để chỉ một siêu liên đại, bao gồm một số liên đại trong niên đại địa chất của Trái Đất đã diễn ra trước khi có Liên đại Hiển sinh (Phanerozoic). Nó kéo dài từ khi Trái Đất hình thành vào khoảng 4500 Ma (triệu năm trước) cho tới khi có sự tiến hóa của các động vật có lớp vỏ cứng, đánh dấu sự bắt đầu của kỷ Cambri, kỷ đầu tiên của đại đầu tiên thuộc liên đại Hiển sinh, vào khoảng 542 Ma. Kỷ này được đặt tên theo tên La Mã của Cymru/Wales - Cambria - nơi mà các lớp đá từ kỷ này được nghiên cứu lần đầu tiên.
Thời kỳ Tiền Cambri không phải một "đại" - nó chỉ đơn giản là "trước kỷ Cambri" 

## Tổng quan
Rất ít những gì đáng kể người ta có thể biết về thời kỳ Tiền Cambri, cho dù nó chiếm gần như bảy phần tám lịch sử Trái Đất, và những gì đã biết chủ yếu được phát hiện trong khoảng từ thập niên 1950 trở lại đây. Các mẫu hóa thạch Tiền Cambri là rất ít ỏi, và những hóa thạch đó (chẳng hạn như stromatolit) chỉ có ứng dụng hạn chế trong các công trình sinh địa tầng. Nhiều loại đá Tiền Cambri đã bị biến chất mạnh, che giấu đi nguồn gốc của chúng, trong khi những loại đá khác hoặc là bị tiêu hủy bởi xói mòn, hoặc là bị chôn vùi sâu dưới các địa tầng thuộc liên đại Hiển sinh.
Người ta cho rằng Trái Đất được kết hợp thành một khối từ các vật chất trên quỹ đạo xung quanh Mặt Trời vào khoảng 4.500 Ma và có thể bị va đập bởi một vi hành tinh rất lớn (cỡ Sao Hỏa) chỉ ngay sau khi Trái Đất hình thành một khoảng thời gian ngắn, tách ra một phần vật chất của Trái Đất để tạo thành Mặt Trăng (xem Giả thuyết va chạm khổng lồ). Lớp vỏ ổn định dường như đã có từ khoảng 4.400 Ma, do các tinh thể ziricon từ Tây Australia đã được xác định niên đại phóng xạ là khoảng 4.404 Ma.
Thuật ngữ Thời kỳ Tiền Cambri đã hơi lỗi thời, nhưng vẫn còn được sử dụng khá phổ biến trong số các nhà địa chất và các nhà cổ sinh vật học. Nó cũng có thể gọi là đại Cryptozoic (đại Bí Ẩn). Hiện nay, nó đang được thay thế dần bằng các thuật ngữ được ưa chuộng hơn như liên đại Nguyên Sinh (Proterozoic), liên đại Thái Cổ (Archaean), và Liên đại Thái Viễn Cổ (Hadean) và như thế nó dần dần trở thành thuật ngữ lỗi thời. (Xem niên đại địa chất.)

## Sự sống trước kỷ Cambri
Người ta vẫn chưa rõ sự sống trên Trái Đất bắt nguồn khi nào, nhưng cacbon trong các lớp đá cổ 3.800 triệu năm tuổi từ các đảo ngoài khơi miền tây Greenland có thể có nguồn gốc hữu cơ. Các dạng vi khuẩn được bảo tồn tốt cổ hơn 3.460 triệu năm cũng đã được tìm thấy tại Tây Australia. Những thứ có thể là hóa thạch khoảng 100 triệu năm cổ hơn thế cũng đã được tìm thấy trong cùng khu vực này. Cũng có các mẫu khác tin cậy về sự sống vi khuẩn trong suốt các khu vực còn lại của thời kỳ Tiền Cambri.
Ngoại trừ một số báo cáo còn đang tranh luận về các dạng cổ hơn có từ Texas và Ấn Độ, thì các dạng sự sống đa bào phức tạp đầu tiên dường như chỉ có từ khoảng 600 Ma. Một tập hợp rất đa dạng các dạng thân mềm được biết đến từ nhiều nơi khác nhau trên khắp thế giới trong khoảng 542-600 Ma. Chúng được gọi chung là vùng sinh vật Ediacara/Vendia. Các sinh vật vỏ (mai) cứng đã xuất hiện vào cuối khoảng thời gian này.
Một tập hợp rất đa dạng các dạng sự sống đã xuất hiện vào khoảng 544 Ma, bắt đầu vào cuối thời kỳ Tiền Cambri với quần động vật vỏ nhỏ được hiểu chưa kỹ và kết thúc trong thời gian rất sớm của kỷ Cambri với quần động vật Burgess rất đa dạng và hiện đại, sự phân tỏa rất nhanh này của sự sống được gọi là bùng nổ kỷ Cambri.

## Môi trường hành tinh và thảm họa oxy
Các chi tiết về chuyển động mảng kiến tạo chỉ được biết đến một cách lờ mờ trong thời kỳ Tiền Cambri. Nói chung người ta tin rằng các tiền-lục địa nhỏ đã tồn tại trước 3.000 Ma, và phần lớn các khối đất đá của lớp vỏ Trái Đất đã tập hợp lại thành một siêu lục địa vào khoảng 1.000 Ma. Siêu lục địa này, gọi là Rodinia, đã vỡ ra khoảng 600 Ma. Một loạt các thời kỳ băng hà đã được nhận dạng xa tới thời gian thuộc băng hà Huronia, khoảng 2.400-2.100 Ma. Thời kỳ băng hà hóa được nghiên cứu kỹ nhất trong giai đoạn này là băng hà Sturtia-Varangia, diễn ra khoảng 600 Ma, có thể đã đưa các điều kiện băng giá tới tận vùng xích đạo, tạo ra cái gọi là "quả cầu tuyết Trái Đất".
Khí quyển của Trái Đất thời kỳ đầu được biết đến rất ít, nhưng người ta cho rằng nó dày dặc các khí khử, chứa rất ít oxy tự do. Hành tinh trẻ có màu sắc hơi đỏ và các biển của nó có lẽ có màu xanh ô liu. Nhiều vật liệu với các oxide không hòa tan dường như có mặt trong các đại dương trong hàng trăm triệu năm sau khi Trái Đất hình thành.
Khi các dạng sự sống tiến hóa thêm thì đã xuất hiện và phát triển cơ chế quang hợp, oxy bắt đầu được tạo ra với số lượng lớn, gây ra khủng hoảng sinh thái, đôi khi gọi là thảm họa oxy. Oxy nhanh chóng tham gia vào các phản ứng hóa học, chủ yếu là với sắt, cho đến khi sự cung cấp các bề mặt có thể oxy hóa bị cạn kiệt. Sau đó khí quyển hiện đại giàu oxy đã phát triển. Các loại đá cổ hơn chứa các thành hệ sắt dải khổng lồ dường như đã bị đè xuống khi sắt và oxy lần đầu tiên kết hợp cùng nhau.

## Phân chia
- Liên đại Nguyên Sinh (Proterozoic): Cách sử dụng ngày nay chủ yếu nói tới khoảng thời gian từ ranh giới Hạ Cambri (khoảng 542 Ma), ngược trở lại tới 2.500 Ma. Ranh giới này được các tác giả khác nhau đặt ở các mức thời gian khác nhau, nhưng hiện nay nói chung đặt ở ngưỡng 542 Ma. Như sử dụng nguyên bản, nó là từ đồng nghĩa cho "Precambrian" và vì thế bao gồm mọi thứ diễn ra trước ranh giới kỷ Cambri.
  - Đại Tân Nguyên Sinh (Neoproterozoic): đại địa chất ở cao nhất (nghĩa là trẻ nhất) của liên đại Nguyên sinh, gần đúng là từ ranh giới kỷ Cambri ngược trở lại tới 1.000 Ma, mặc dù cách dùng ngày nay có xu hướng thể hiện cho khoảng thời gian ngắn hơn (542-600 Ma). Đại Tân Nguyên sinh tương ứng với các lớp đá Precambrian Z trong địa chất Bắc Mỹ.
    - Kỷ Ediacara: Tháng Ba năm 2004, IUGS chính thức định nghĩa thuật ngữ này để miêu tả kỷ địa chất này. Kỷ này bắt đầu vào thời gian trầm lắng của ranh giới địa tầng cụ thể, vào khoảng 635 Ma. Kỷ này kết thúc khi kỷ Cambri bắt đầu vào khoảng 542 Ma. Trong kỷ này thì quần động vật Ediacara xuất hiện.
    - Kỷ Cryogen được phê chuẩn năm 1990, theo Episodes 14 (2), trang 139-140, 1991; tuy nhiên có kế hoạch thay thế vào năm 2009. Theo website chính thức của ICS thì kỷ này bắt đầu vào khoảng 850 Ma.
    - Kỷ Tonas được phê chuẩn năm 1990, theo Episodes 14 (2), trang 139-140, 1991 với đáy của nó ở mức 1.000 Ma.

  - Đại Trung Nguyên Sinh (Mesoproterozoic): đại trung gian của liên đại Nguyên sinh. Nó kéo dài khoảng từ 1.600 tới 1.000 Ma. Tương ứng với các lớp đá "Precambrian Y" của địa chất Bắc Mỹ.
  - Đại Cổ Nguyên Sinh: đại cổ nhất của liên đại Nguyên sinh. Kéo dài từ khoảng 2.500 tới 1.600 Ma. Tương ứng với các lớp đá "Precambrian X" của địa chất Bắc Mỹ.
- Liên đại Thái cổ (Archaean): Kéo dài từ khoảng 4.000-3.800 tới 2.500 Ma.
- Liên đại Hỏa Thành (Hadean): Trước thời gian 4.000-3800 Ma. Thuật ngữ này có xu hướng ban đầu là bao gồm khoảng thời gian trước khi bất kỳ loại đá được bảo tồn nào có thể được trầm lắng, mặc dù một vài lớp đá cổ dường như cổ hơn cả mốc giới này. Một vài tinh thể ziricon từ khoảng 4.400 Ma minh chứng cho sự tồn tại lớp vỏ trong liên đại này. Các mẫu vật khác từ thời kỳ Hỏa Thành đến từ Mặt Trăng và các vẫn thạch.

Người ta cũng đã đề xuất rằng thời kỳ Tiền Cambri nên được phân chia thành các liên đại và đại để phản ánh các giai đoạn trong tiến hóa hành tinh, hơn là dựa vào sơ đồ dựa trên các thời kỳ đánh số. Hệ thống như thế phải dựa vào các sự kiện trong hồ sơ địa tầng và được phân ranh giới bởi các GSSP. Thời kỳ Tiền Cambri có thể phân chia thành 5 liên đại "tự nhiên", được đặc trưng như sau
1. Bồi tích và phân dị: thời kỳ hình thành hành tinh cho tới sự kiện va chạm khổng lồ hình thành Mặt Trăng.
2. Liên đại Hỏa Thành: thời kỳ Oanh tạc nặng muộn.
3. Liên đại Thái cổ: thời kỳ được định nghĩa như là sự hình thành lớp vỏ đầu tiên (dải đá lục Isua) cho tới khi có trầm tích của các thành hệ sắt dải do sự tăng lên của oxy trong khí quyển.
4. Chuyển tiếp: thời kỳ hình thành sắt dải liên tục cho tới khi có các lớp đá đỏ lục địa đầu tiên.
5. Liên đại Nguyên sinh: thời kỳ của các mảng kiến tạo hiện đại cho tới khi có động vật đầu tiên.